# Hypocacculus araneicola
Hypocacculus araneicola är en skalbaggsart som beskrevs av Desbordes 1930. Hypocacculus araneicola ingår i släktet Hypocacculus och familjen stumpbaggar. Inga underarter finns listade i Catalogue of Life.